# G＝ヒコロウ
G＝ヒコロウ（ジーヒコロウ、1971年1月13日 - ）は、日本の漫画家。男性。神奈川県厚木市出身。本名は遠藤 総理（えんどう まさおみ）。
代表作は『不死身探偵オルロック』、『みんなはどぅ?』など。2ページから8ページほどのショートギャグを主に掲載。ほかにもカードゲームなどイラスト関係の仕事や、アンソロジーなどの仕事もこなす。また、同人活動も行っている。少年雑誌や青年雑誌で連載を持つことはほとんどなく、成人向け漫画雑誌を主な活動の場としている。
ペンネームの「G」は『ドラゴンクエストシリーズ』に登場する呪文の1つ・ギガデインに由来する。ハガキ投稿時代のイラストをまとめた同人誌「圧倒敵。」7ページにギガデイン＝Hというペンネームで投稿したイラストが掲載されており、コメントに「そうですGはギガデインのG」というコメント付きで載っている。

## 来歴
高校生の時に同人活動を開始。その傍ら、商業誌で数々のアンソロジー漫画（主にゲーム系）を手掛けていた。
後の1996年に新声社の漫画雑誌『コミックゲーメスト』にて日記漫画『みんなはどぅ?』で初の連載漫画に挑戦。当時25歳。この作品は後に単行本化されたが、新声社の倒産と共に掲載誌の『コミックゲーメスト』は廃刊となった。
その後、コアマガジンの成年向け漫画雑誌『ホットミルク』に活動の場を移し、『みんなはどぅ?』の連載を再開。この頃から2ページにまとめることが多くなった。しかし後にホットミルクは廃刊。同社の雑誌『メガキューブ』に場を移し、『みんなはどぅ? メガキューブ』と改題した上で再度連載を再開するが、『メガキューブ』もまた廃刊となる（『メガプラス』と名称を変更）。『メガキューブ』時代の作品、新声社時代の作品はそれぞれ『みんなはどぅ? メガキューブ』『みんなはどぅ? ZONBIE』として共に単行本化。
コミック『ファミ通ブロス』にて『プロフェッサーシャーボ』を連載。作者の休載の多さと少ページにギャグを詰め込む独特の作風のせいか、単体で単行本化することはかなわなかったが、『プロフェッサーシャーボ』連載終了後、同じく『ファミ通ブロス』にて『不死身探偵オルロック』を連載。欄外に編集者から「オルロックは連載なんですよヒコロウさんよ…」と書かれるほど不定期連載であったが、連載中に『不死身探偵オルロック』と『プロフェッサーシャーボ』を収録した単行本が発行された。単行本化の際に収録されなかった話が数話あり、ファンの要望により未収録分+プロフェッサーシャーボ（4コマを除く）、さらにマジキューで連載していたが3回で連載が終了してしまった『オダキュー』が収録された『不死身探偵オルロック 完全版』を発行した。
ほか、アーケードゲームの攻略情報の提供を専門とする雑誌『月刊アルカディア』にて、DragonLEE執筆のゲーム関連コラム『Joystick Troopers』で挿絵を担当していた（創刊から2006年1月号まで掲載、全71回）。これまでの連載作の中では珍しく、毎号原稿を掲載できていたようだ。
現在はコアマガジン刊『コミックメガプラス』の各作家によるイラスト・コラムのコーナーにて都市伝説をモチーフにしたイラストと、同じくコアマガジン刊『コミックホットミルク』（過去の「ホットミルク」とは別の雑誌）の読者欄に4コマ漫画を毎号掲載中。また、2010年9月には5年ぶりとなる単行本『×××のゴアちゃん』が刊行された。ただし、宣伝文に「七年目の奇跡」とあるように、5年前に刊行された『不死身探偵オルロック 完全版』は再録が中心であるため、完全新作としては7年ぶりの刊行となる。

## 作風
記号化されつつもデザイン性の高い絵柄・キャラクターが特徴。1ページあたりのネームのコマ数が非常に多く、さらに1コマに対する書き込みも細かい。初期より言えることだが、いずれの作品においてもテンションが総じて高い。また、漫画・映画・アニメ・ゲームなど多岐にわたるパロディが随所に散りばめられている。

## その他特記事項
- 過去に書店勤務の経験があったらしい。
- ワニマガジン刊『COMIC快楽天』などに執筆している漫画家・道満晴明とは、某エロ漫画雑誌の投稿コーナーで知り合ったという。『みんなはどぅ?』でもたびたび登場し、親密さは明らかである。ヒコロウ自身がパソコンを持っていないため、カラーの仕事の時にはパソコンを道満に借りていた（『みんなはどぅ?』収録のエピソードより）。また、OKAMA、伊藤真美、REY'Sといった作家とも親交があり、道満と同様、半ばレギュラーキャラとして『みんなはどぅ?』に登場している。これらの面子で合同同人誌を出版することもたびたびあるため、ヒコロウ本人を含め、彼らがいわゆるトキワ荘グループ的な形容をされることもある。
- ホットミルク版『みんなはどぅ?』連載中には5ヶ月連続で原稿を落とした。その休載明けの回では漫画の中で「久しぶりだなー、ホットミルク」と悪びれる様子もなく、他の作家に向けて「あなたも五連発で原稿オトしてみませんか? 六連、七連大歓迎! 」と煽りまでしている。
- 2010年よりコアマガジン発行『×××のゴアちゃん』にて上記の5ヶ月連続原稿落としの真相が掲載されている。作者本人・担当編集者の双方がネットゲーム依存状態にあり、加えて作者の住まいは都心から非常に交通の便が悪く、担当の連絡手段も打ち合わせ抜きで原稿依頼し締め切り直前にて原稿を求めるなど、本来は担当編集者と漫画家との間に不可欠な打ち合わせの工程がほとんど無かった為5ヶ月連続落ちる事態に至ったとされる。
- タバコの箱にその時思いついたネタを書き留める癖がある。これらの実物は『みんなはどぅ?メガキューブ』の単行本表紙裏に掲載されている。タバコの銘柄はマルボロ。
- また、同人誌を多く出版している（他作家との合同誌も含める）が、合同誌でほかの作家が18禁の内容を描くことがあっても、本人がそういった内容を扱うことはまずない。ただ、ネタとしてそういった言葉やシーンが使われることはある。特に、『みんなはどぅ?メガキューブ』に収録された作品に多い。
- 同人活動では「第四帝国」、「ODD STAR」、「上田ブフッサ」といった名義を用いている。
- 発売当時より『ファイナルファンタジーXI』に没頭しており、自身の出版する同人誌において同作品に関連した漫画が多数掲載されている。
- 2009年ごろから目を患っていて、失明寸前にまで悪化した。

## 作品リスト

### 連載作品及び主な短編作品
- 『みんなはどぅ?』 （新声社『コミックゲーメスト』連載）
- 『みんなはどぅ? メガキューブ』 （コアマガジン『ホットミルク』連載→『メガキューブ』連載→『メガプラス』連載）
- 『プロフェッサーシャーボ』 （エンターブレイン『ファミ通ブロス』連載）
- 『不死身探偵オルロック』 （同上）
- 『G＝ヒコロウのセルゲーム』
- 『猫神博士』 （コアマガジン『ホットミルク』連載）
- 『オダキュ〜』 （エンターブレイン『マジキュー』連載）
- 『ススーム』 （コアマガジン『メガプラス』現在連載中）
- 短編作品
  - イン謀のセオリー
  - ブラッドアンドスカイ
  - レオソ
  - 多重人格の探偵プシチョ
  - 刑事カランバ
  - GSGS3
  - メンコ
  - ボクサーラ
  - 電人バーホーゲン
  - ミミズ
  - スモーキンザウォラー
  - 私とマタドールとこの部屋で。
  - ザリ
  - ケイ×ドロ

### 既刊単行本
- 『みんなはどぅ?』 1999年初版発行（1998年9月発売）、新声社〈ゲーメストコミックス〉、ISBN 4-88199-537-5
- 『不死身探偵オルロック&プロフェッサーシャーボ』 2001年初版発行（2001年5月25日発売[3]）、エンターブレイン〈ブロスコミックス〉、ISBN 4-7577-0452-6
- 『みんなはどぅ? メガキューブ』 2002年10月初版発行（2002年10月発売）、コアマガジン〈ハイパーホットミルクコミックス〉、ISBN 4-87734-573-6
- 『みんなはどぅ? ZOMBIE』 2003年9月初版発行（2003年9月発売）、コアマガジン〈ハイパーホットミルクコミックス〉、ISBN 4-87734-634-1
- 『不死身探偵オルロック 完全版』 2005年4月初版発行（2005年3月31日発売[4]）、エンターブレイン〈ビームコミックス〉、ISBN 4-7577-2175-7
- 『×××のゴアちゃん』 2010年10月初版発行（2010年9月18日発売[5]）、コアマガジン〈メガストアコミックス〉、ISBN 978-4-86252-924-4
- 『ジークンドー G＝ヒコロウ×雑君保プ×道満晴明競作集』[注 1] 2015年9月初版発行（2015年9月26日発売[6]）、一迅社〈IDコミックス REXコミックス〉、ISBN 978-4-75806-549-8
- 『コアゴア』 2018年9月初版発行（2018年9月15日発売[7]）、コアマガジン〈メガストアコミックス〉、ISBN 978-4-86653-226-4